# Du (rivière)
Pour les articles homonymes, voir Du.
La Du (caractères chinois :  堵河)   est une rivière qui coule dans la province chinoise du  Shaanxi. C'est un affluent du fleuve Han (affluent du Yangzi Jiang) lui-même affluent du Yangzi Jiang. La rivière est longue de 330 kilomètres et son bassin versant a une superficie de 12 430 km². Le débit de la rivière est de 171 m3/s. 